# Cascine di Brugherio
Le antiche cascine di Brugherio erano strutture agricole tipiche della pianura padana lombarda, che davano il proprio nome anche alle zone circostanti, corrispondenti grossomodo alle frazioni cittadine. L'unione delle diverse cascine e piccoli comuni in cui era frammentato il territorio ha dato vita nel 1866 al comune di Brugherio.
Nel XXI secolo sono ancora visibili le seguenti: Bindellera, Casecca, Cattoni, Comolli, Dorderio, Guzzina, Increa, Modesta o Del Bosco, Moia, Occhiate (con il mulino di Occhiate), Pareana, San Cristoforo, Sant'Ambrogio, San Paolo, Torazza.

## Caratteristiche architettoniche
Isolate in aperta campagna (come Sant'Ambrogio, Guzzina, Occhiate) o unificate in un agglomerato rurale (come Baraggia e San Damiano), le cascine erano il centro della vita contadina.
Quelle di Brugherio erano a corte chiusa ed avevano le caratteristiche delle fattorie nella pianura a nord di Milano, in cui il cortile era destinato a funzioni di collegamento e non aveva un ruolo centrale nelle lavorazioni agricole (come avveniva ad esempio nelle aziende della bassa padana).
Intorno al cortile, generalmente molto grande, si aprivano quattro corpi di fabbricato: due porticati al piano terra, sormontati da una ringhiera su cui si affacciavano i locali del piano superiore, adibiti ad abitazioni; il terzo con stalle e fienili; il quarto originariamente costituito da piccoli vani contenenti le latrine.
Le abitazioni erano così disposte: al pianterreno si trovavano la cucina, la dispensa, i ripostigli e il soggiorno, mentre le camere da letto erano al piano superiore. Come si è detto, i servizi igienici erano in comune e posti su un lato della corte.
Al centro del cortile stava il pozzo per l'acqua.

## Tipo di agricoltura
Sul territorio di Brugherio la proprietà agricola era per lo più piccola e frazionata, anche se vi è qualche esempio di grande unico proprietario, almeno fino al periodo napoleonico. Prevaleva la policoltura (frumento, granturco, fagioli, patate), destinata prevalentemente al consumo personale e alla vendita.
Il territorio era inoltre rinomato per la produzione di vino e, dalla metà del XVIII secolo, si diffuse la gelsicoltura.
I gelsi, che venivano piantati ai margini dei campi in modo da non sacrificare le altre coltivazioni, servivano ad alimentare i bachi da seta, che venivano dati dal padrone ai mezzadri insieme ai terreni da lavorare. All'allevamento dei bachi si dedicavano per lo più le donne e i bambini. L'esplodere della bachicoltura fece sorgere sul territorio numerose filande: le prime a Baraggia e a Moncucco.

## Le cascine

### Bindellera
La cascina si trova a Brugherio tra viale Lombardia e l'autostrada A4 ed è tuttora adibita ad attività agricole, ma in cattivo stato di conservazione.

### Casecca

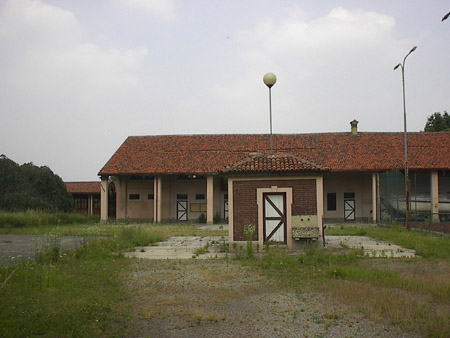
Cascina Casecca

Cà secca, come veniva anticamente chiamata a sottolineare la natura arida dei terreni circostanti, è situata nella zona nord-occidentale di Brugherio, lambita dalla roggia Manganella.
È stata proprietà dei frati della Passione di Milano (che vi hanno costruito una chiesetta intitolata a Santa Maddalena) fino alla fine del 1700, poi è passata ai Pecchio Ghiringhelli. In tempi recenti ha ospitato la sede del centro sportivo "La mongolfiera" della GIVIDI, ma nel 2013 risultava ormai chiusa.
Ecco come veniva descritta nelle cronache redatte alla fine del XVIII secolo dal parroco Paolo Antonio De Petri:
Era conosciuta per la fabbricazione degli zoccoli, che venivano venduti a Monza, comune di cui ha fatto parte fino al 1866, quando è stata annessa a Brugherio.
Della struttura architettonica originaria resta solo l'ala del portico affacciato su via Casecca, che, sebbene molto ristrutturato, conserva gli elementi caratteristici delle cascine lombarde.

### Dorderio
Dorderio era una località autonoma che fu annessa al comune di Moncucco nella seconda metà del Settecento. A quel tempo apparteneva ai marchesi Carpani, che vi possedevano, oltre alla cascina, un "aratorio ad uso di fornace" e i terreni circostanti.
Nel 1800 la proprietà passò ai Butti, che fecero costruire accanto alla cascina una "casa di villeggiatura", che ancora oggi conserva sulla facciata pregevoli fregi affrescati, pur essendo molto deturpata all'interno.

### Guzzina

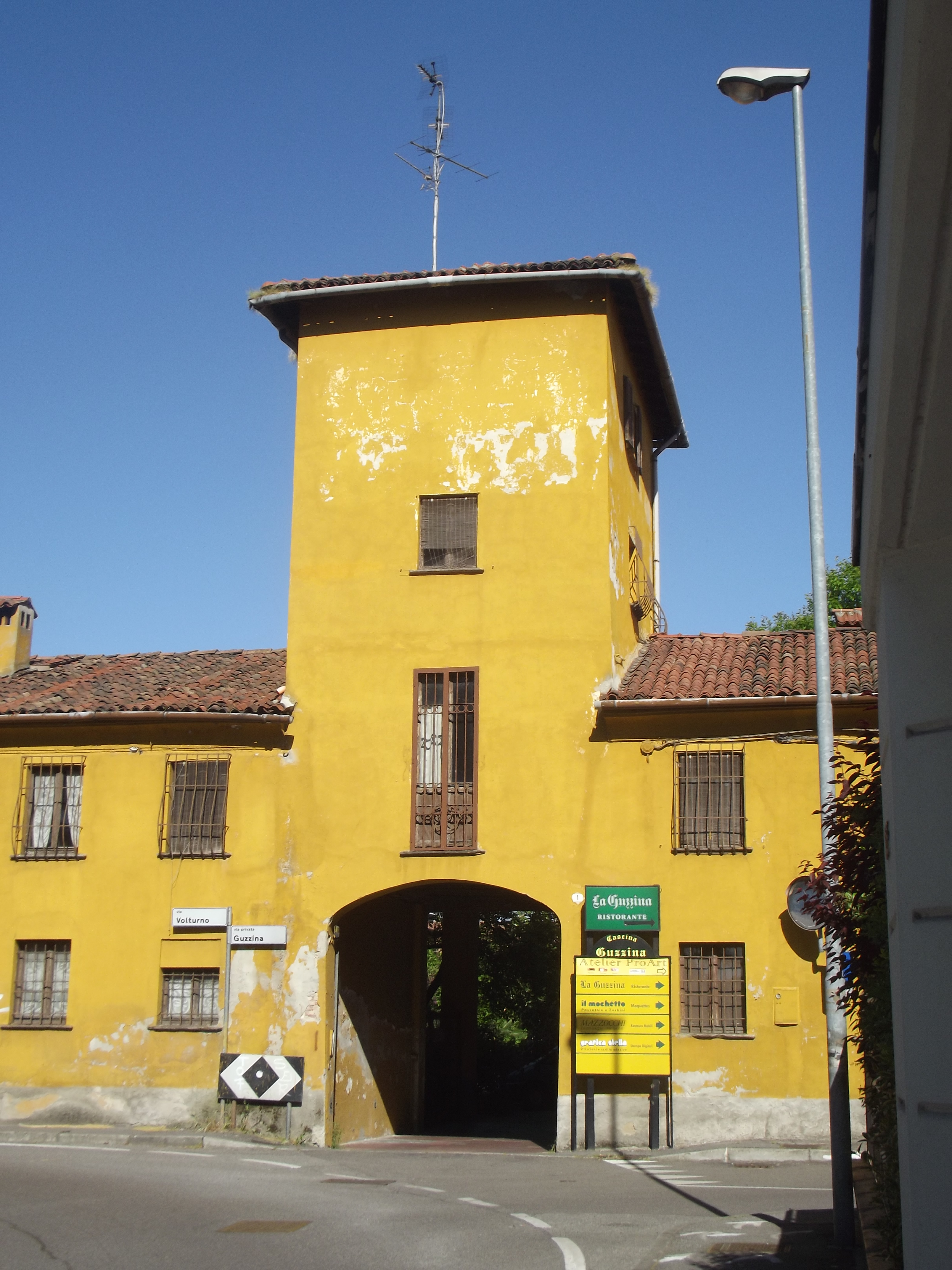
Cascina Guzzina

La cascina Guzzina, inglobata nell'abitato della zona meridionale di Brugherio, di fronte al quartiere Edilnord e al confine con Cologno Monzese, anticamente sorgeva isolata nelle campagne del comune di Moncucco.
Il suo nome deriva da gussetta, riferito ai bozzoli non riusciti, testimonianza della vasta diffusione della bachicoltura in questi luoghi. Oltre che per l'allevamento dei bachi da seta, la cascina era conosciuta sin dal Settecento anche per la produzione di vino.
La Guzzina è un complesso di edifici che comprende, entro una cinta di mura intonacate di giallo intenso, alcune corti agricole, una villa di proprietà dei conti Venino, e una cappella privata dedicata prima a Sant'Andrea, poi a Santa Maria degli Angeli e infine ai Re Magi. Sia la villa che la chiesa risalgono al 1500.
In una cronaca parrocchiale della fine del XVIII secolo, redatta da don Paolo Antonio De Petri, la Guscina veniva descritta così:

### Increa

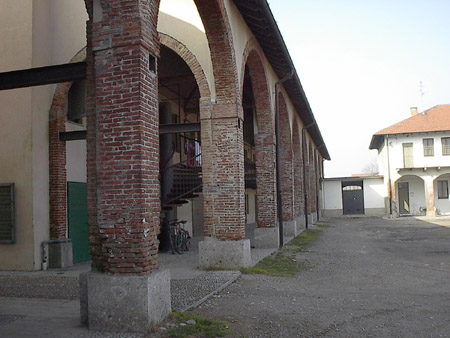
Cascina Increa

La cascina in Cré (Increa) è molto antica: risale almeno al XII secolo e la troviamo citata tra quelle che dovevano entrare a far parte della parrocchia di San Bartolomeo nel 1578.
Ha sempre fatto parte della pieve di Gorgonzola, nel comune di Cernusco Asinario, come si può vedere anche dalle mappe del catasto teresiano del 1721. Nel 1871 è stata aggregata al comune di Brugherio, che si era costituito nel 1866.
Fino a quell'anno è stata proprietà del conte Carlo Litta, poi del conte Zumenzu. È passata quindi agli Ottolini e ai Tizzoni, infine ai Robbiani, da cui l'hanno acquistata gli attuali abitanti.
Il nome deriva da crea, creta, che potrebbe riferirsi alla natura dei terreni circostanti, o alla presenza nella zona di un'antica fornace per mattoni.
Il complesso, raro esempio superstite di edilizia rurale del Rinascimento, comprende anche la villa Tizzoni Ottolini e la piccola chiesa della Beata Vergine del Rosario. Sorge nella campagna tra Brugherio e Cernusco sul Naviglio, accanto alla tangenziale Est di Milano e al parco della cava Increa.
La pianta è ad U chiusa, con la struttura principale formata da un portico a cinque colonne sormontato da un balconcino in ferro battuto. A sinistra dell'ingresso si trova il piccolo oratorio del 1691, conosciuto come chiesa di Santa Maria Immacolata, mentre sul retro rimangono le tracce di un grande giardino all'inglese ormai scomparso.
I rustici e i fienili sono stati restaurati dal comune di Brugherio, che li ha trasformati in case popolari. La ristrutturazione è stata condotta rispettando l'architettura originale della cascina, tutelata dalla Soprintendenza per i Beni Architettonici e Paesaggistici.

### Modesta o Del Bosco

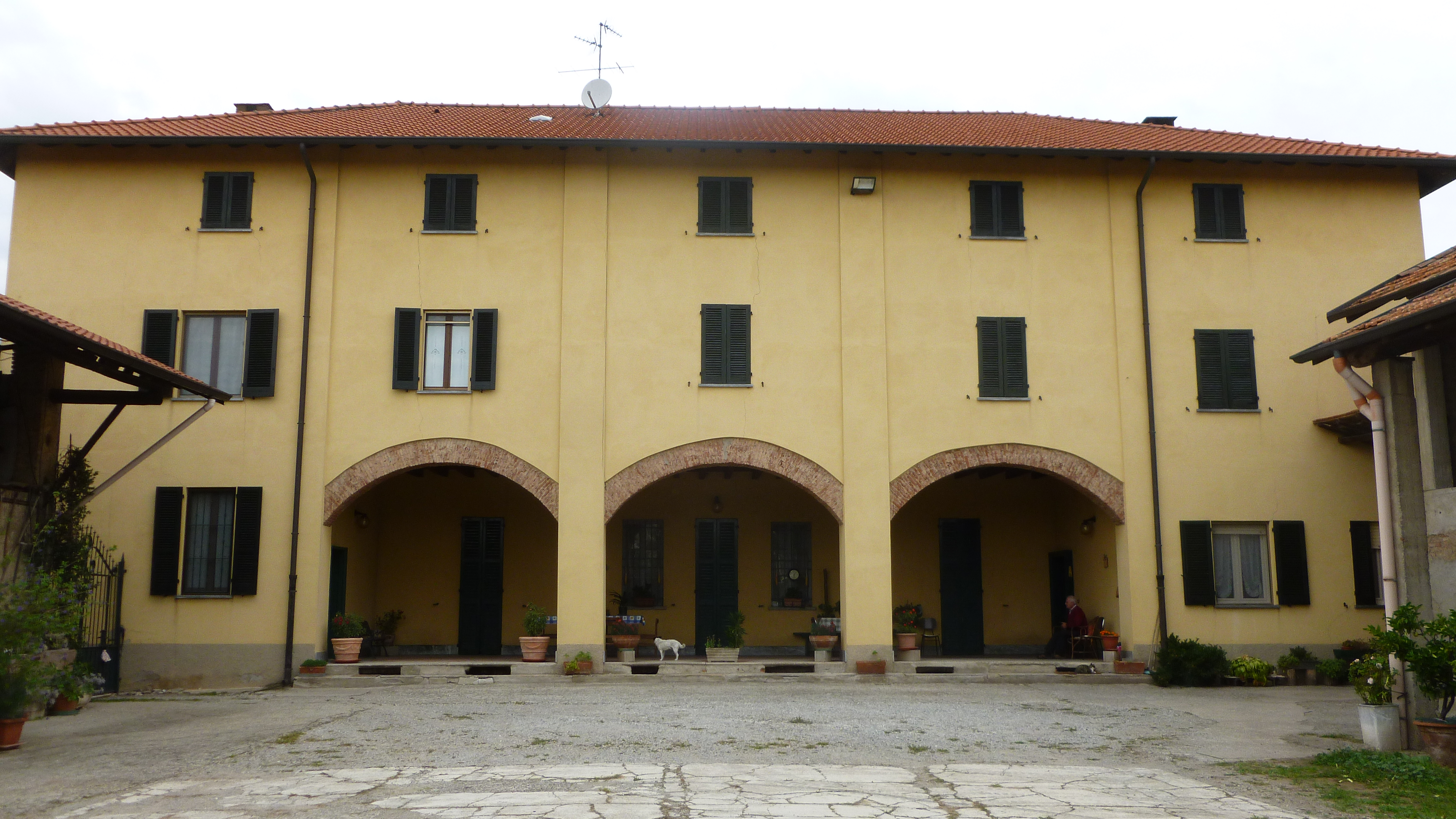
Cascina Modesta

Cascina Modesta è situata al confine orientale di Brugherio, non lontano da cascina Sant'Ambrogio.
Risale al XIX secolo e il suo nome deriverebbe da quello della prima proprietaria, Brenna Modesta vedova Vismara, anche se secondo alcuni l'aggettivo andrebbe invece riferito alla sobrietà architettonica della struttura rurale, oppure all'indole virtuosa dei suoi abitanti.
È chiamata anche del bosco perché situata ai margini dell'unica grande zona boscosa di Brugherio, conosciuta come "il Boscone" e nota anticamente per l'abbondanza di selvaggina.
È l'unica cascina brugherese ancora completamente agricola e i cui terreni sono tutti coltivati.

### Moia

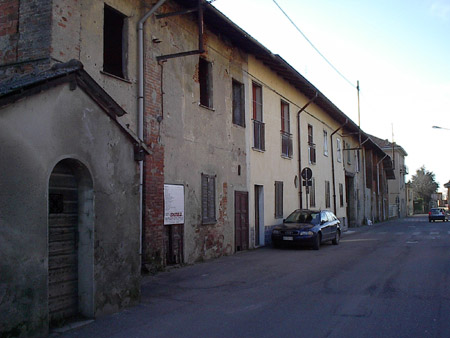
Cascina Moia

Nel Settecento Cassina della Moglia era compresa nel feudo dei Durini di Monza. La proprietà passò quindi ai conti Andreani-Sormani, nel comune di Moncucco. Dal 1866 fa parte del territorio di Brugherio.
Si trova nella zona nord, al confine con Monza. Sembra che il suo nome derivi da quello di una famiglia di speziali, che vi avevano abitato fin dal XVI secolo.
Così ne scrive il parroco don Paolo Antonio De Petri alla fine del XVIII secolo:
Le cronache storiche dei primi anni del Novecento documentano a cascina Moia la presenza di una fornace che rendeva i terreni particolarmente argillosi.
Benché in cattive condizioni, conserva la classica fisionomia della cascina lombarda, con il pozzo al centro della corte delimitata da rustici e fienili.

### Occhiate

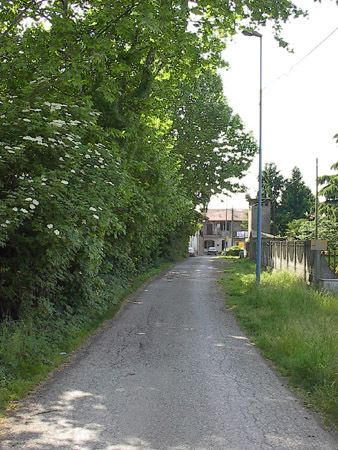
Cascina Occhiate

Dopo Sant'Ambrogio, Oclanum è la cascina più antica di Brugherio. Sorgeva nella località denominata Ad Octavum, perché si trovava all'ottavo miglio da Milano lungo la via Spluga, strada romana consolare che metteva in comunicazione la città lombarda con Lindau passando dal passo dello Spluga. Ora quel territorio è situato nella zona nord-ovest di Brugherio, quasi al confine con Cologno Monzese.
Come si legge nella cronaca parrocchiale del De Petri, la cascina fu data in gestione ai contadini dai monaci di Sant'Ambrogio, per farne un luogo di ospitalità per i poveri e i pellegrini. Gli stessi monaci, con i frutti derivanti dall'affitto e dalla lavorazione delle terre di Occhiate, distribuivano ogni anno ai poveri cinquanta moggia di grano e dieci anfore di vino.
Così il parroco di Brugherio, Paolo Antonio De Petri, descrive Occhiate nel 1794:
Successivamente la proprietà passo alla chiesa di Monza. Nel 1866 entrò a far parte del nuovo comune di Brugherio.

La cascina è vicina alle rive del Lambro e possiede un antico "molino da grano ad acqua", 

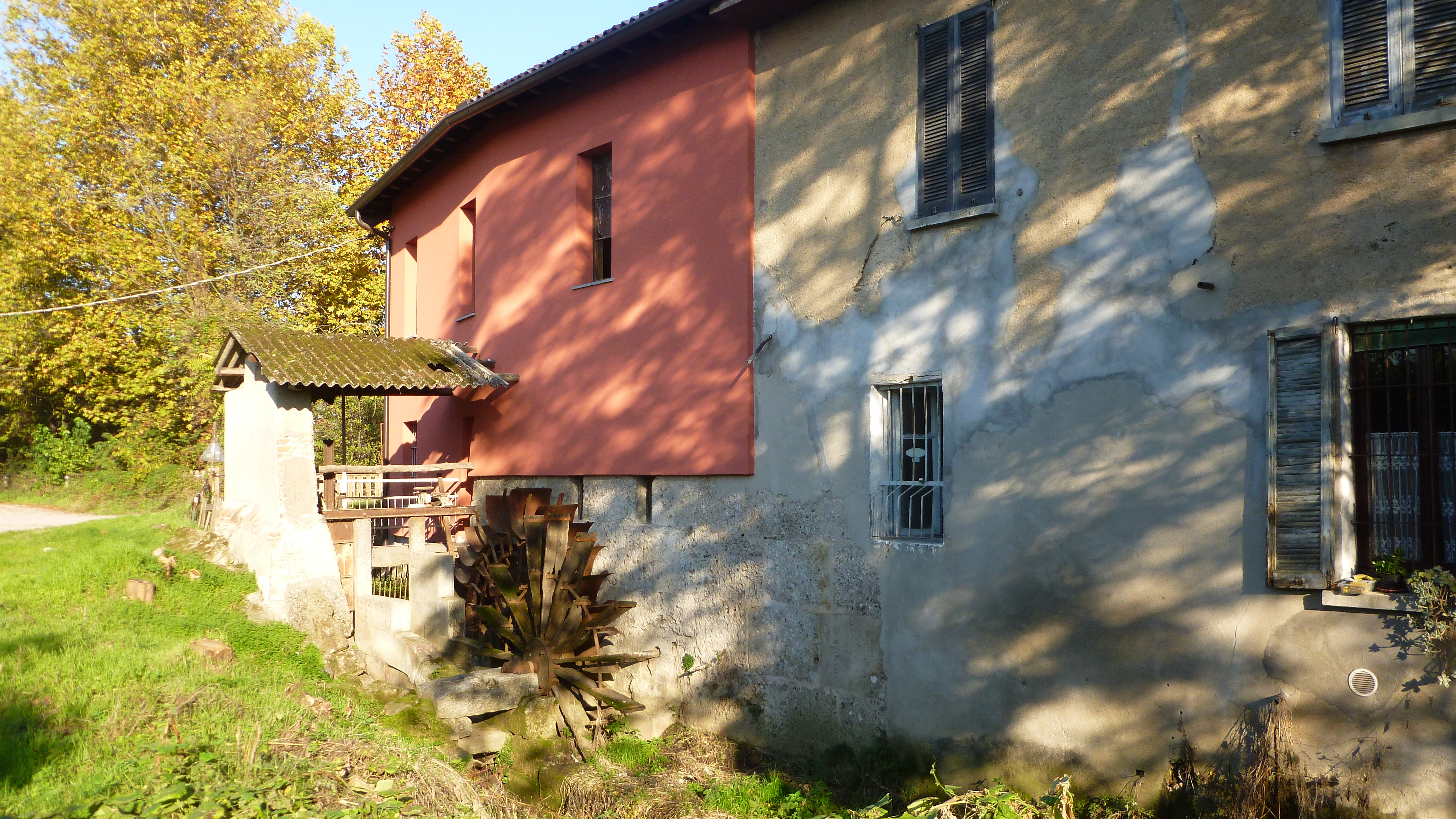
Mulino di Occhiate

 con due ruote (una in legno e una in metallo) azionato dalla roggia Molinara (o Mornera).
La struttura originaria era formata da pilastri, muratura in mattoni pieni e travi di legno. Negli anni l'edificio è stato ampliato fino a raggiungere la conformazione attuale. Il mulino è ancora in buono stato e funzionante. Viene utilizzato per illustrarne l'attività a scopo didattico.

### Pareana

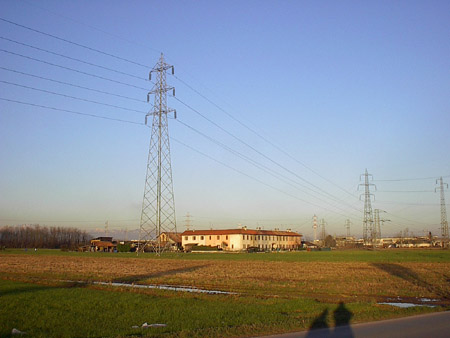
Cascina Pareana

La cascina Pareana si trova quasi al confine con Carugate, nel territorio che faceva parte di Cassina Baraggia. È appartenuta prima ai conti Durini, poi ai marchesi Brivio (proprietari anche della non lontana villa), che la possiedono tuttora.
Il nome deriva da quello di un uccello che si cacciava nella zona. È stata costruita nel 1730.
Benché frazionata tra diversi affittuari, la struttura architettonica originale è abbastanza ben preservata, con il pozzo e il forno a legna che si presentano nella loro antica forma.
Il parroco di Brugherio, Paolo Antonio De Petri, in una sua cronaca della fine del XVIII secolo, descrive la cascina Pariana, o Cassina nuova in questi termini:

### San Cristoforo

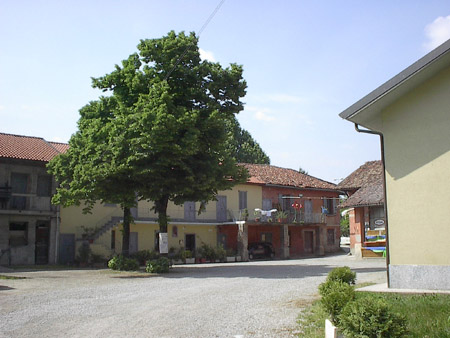
Cascina San Cristoforo

Prende il nome da una chiesetta dedicata a San Cristoforo che sorgeva lì accanto nel IX secolo, quando il territorio faceva parte della località chiamata Ottavo, perché si trovava all'ottavo miglio della strada che da Milano conduceva a Monza. La chiesa era elencata tra i beni di proprietà del Duomo di Monza ed era stata edificata "per ricordare i viandanti di allora e di oggi". Fu demolita nel dicembre del 1995.
La cascina, che è situata nella zona a nord-ovest di Brugherio, risale almeno al '500 e nel 1751 fu censita dal catasto teresiano come "una casa da massaro detta San Cristoforo", che era stata di proprietà prima dei conti Serbelloni, poi dei conti Alari di Milano.

### Sant'Ambrogio

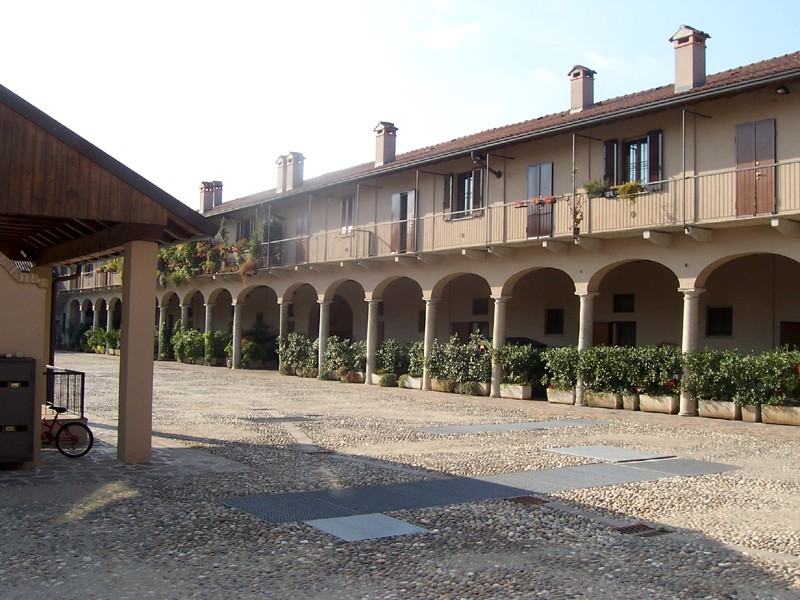
Cascina Sant'Ambrogio

La cascina Sant'Ambrogio è la più antica di Brugherio. È annessa alla chiesa omonima, con la quale ha condiviso i vari passaggi di proprietà. Si trova in via Dei Mille, che anticamente era in aperta campagna nel comune di Cassina Baraggia, ma situata sull'Itinerarium burdigalense.
Voluta dal vescovo di Milano come residenza estiva, alla sua morte fu ceduta al monastero di Sant'Ambrogio con usufrutto alla sorella Marcellina, che vi si ritirò a vita claustrale.
Villa, monastero, poi dimora signorile e infine casa colonica, cascina Sant'Ambrogio fu ristrutturata (insieme all'oratorio annesso) nel 1953, per volere della famiglia Cavajoni, che acquistò il complesso dopo la soppressione napoleonica degli ordini religiosi.
L'ultima ristrutturazione è stata effettuata nel 1995 da parte di una società appositamente costituita da quattro imprenditori locali, che ha adibito gli edifici ad appartamenti preservando e recuperando il più possibile gli elementi architettonici originari.

### Torazza

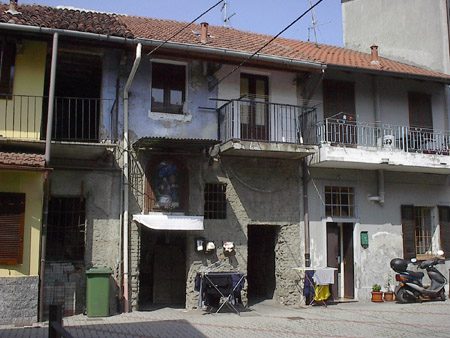
Cascina Torazza

Prima della costituzione del comune di Brugherio, nel 1866, la località Torrazza apparteneva a Monza.
Fin dal XVI secolo la cascina si trovava isolata in mezzo alle campagne di proprietà di alcune nobili famiglie milanesi (prima i Marino, poi gli Alari, infine gli Andreani-Sormani) ed era abitata esclusivamente da "massari" e braccianti che ne coltivavano i terreni.
Così scrive don Paolo Antonio De Petri in una cronaca parrocchiale della fine del secolo.
Con l'andare del tempo il territorio si è urbanizzato e la zona è stata trasformata in quartiere residenziale, mutando la fisionomia della cascina. Nel 1963 sono state costruite alcune caratteristiche villette a schiera, mentre stalle e fienili sono stati adibiti ad autorimesse, ad esempio il deposito appartenente ad ATM.